# Driss ben Hamed Charhadi
Driss ben Hamed Charhadi (eigentlicher Name: Larbi Layachi; * 1937; † 1986 in Kalifornien, USA) war ein marokkanischer Erzähler, der im Ausland vor allem für sein Buch Ein Leben voller Fallgruben bekannt wurde, das Paul Bowles aufgezeichnet und ins Englische übersetzt hat. Im Deutschen ist es zuerst 1967 bei Luchterhand unter dem Titel Schuldlos schuldig erschienen. 1985 wurde es in der Reihe Die andere Bibliothek neu aufgelegt.

## Werke
- Ein Leben voller Fallgruben. Übersetzung aus dem Englischen Anne Ruth Strauss. Franz Greno, Nördlingen 1985, ISBN 3-921568-17-X
- Gestern und heute. Übersetzung aus dem Englischen Klaus Schachner. Literaturverlag Droschl, Graz und Wien 1995, ISBN 3-85420-385-3